# Parque indígena de Xingu

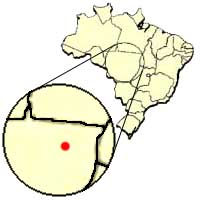
Localización del parque indígena en Brasil

El parque indígena Xingu es una reserva indígena situada en el estado de Mato Grosso, Brasil. Cuenta con una superficie de 27.000 kilómetros cuadrados y da albergue a 5.500 indígenas de catorce etnias. Fue creado en 1961.

## Descripción e historia
El parque indígena Xingu (antiguo «Parque nacional indígena Xingu») fue creado en 1961 por Jânio Quadros, entonces presidente de Brasil, estableciendo la primera reserva indígena aprobada por el gobierno federal. Sus principales fundadores fueron los hermanos Villas Boas, pero quién redactó el proyecto fue el antropólogo y un funcionario del Servicio de Protección al Indio, Darcy Ribeiro.

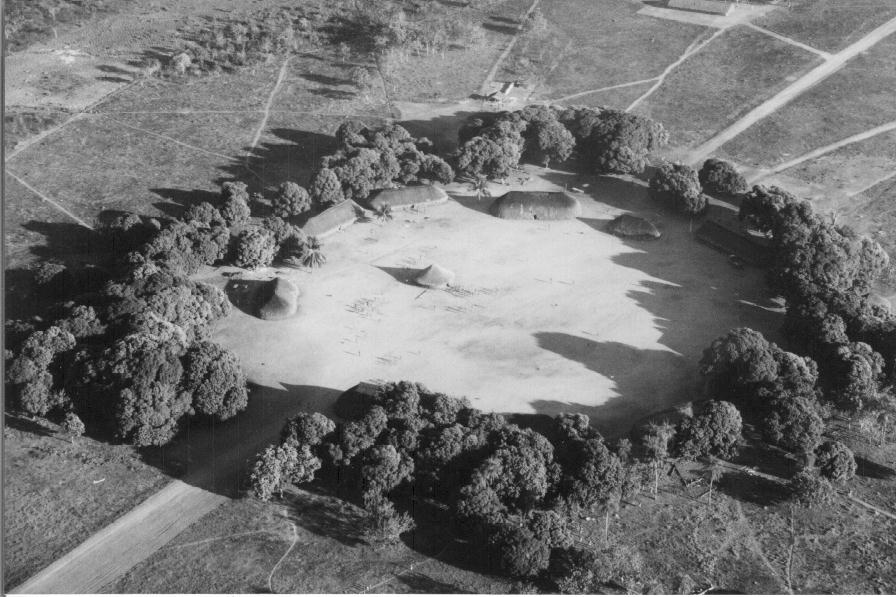
Aldea camaiurá en el interior del parque

El área del parque, que cuenta con más de 27.000 kilómetros cuadrados (aproximadamente 2,8 millones de acres, incluyendo las tierras indígenas y Batovi Wawi), se localiza al norte del estado de Mato Grosso, una zona de transición entre las tierras altas centrales y la Selva Amazónica. La región, a través de su suelo, donde predominan bosques altos intercalados con sabanas y campos, se corta por los formadores del río Xingu, y por sus primeros afluentes a derecha e izquierda. Entrenadores cursos son Kuluene, Tanguro Kurisevo y Ronuro - Kuluene asume el nombre de Xingu de la boca de Ronuro, en un lugar conocido por los nativos como Mÿrená (Morena). Los afluentes son los ríos Suiá micu, Maritsauá micu, Auaiá micu, Uaiá micu y Jarina cerca de la cascada Von Martius.
Actualmente viven en la reserva aproximadamente 5.500 indígenas de catorce etnias diferentes pertenecientes a las cuatro troncos lingüísticos indios principales de Brasil: Caribe, Arawak, Tupi y Macro-Je. Los centros de estudio, entre ellos la UNESCO, consideran esta zona como el mosaico lingüístico puro más hermoso del país. Las tribus que viven en la región son: cuicuros, kalapalo, nauquás, matipus, icpengues (todo el tronco lingüístico Caribe), meinacos, uaurás, iaualapitis (tronco lingüístico Arawak), auetis, camaiurás, jurunas, caiabis (tronco lingüístico tupí), trumai (lengua aislada), suiás (macro-tallo lingüístico Ge); todavía tienen ya vivían en la zona del parque de la Panará (akarore-kreen), los menbengokrês (Kayapo) y tapaiunas (labio-andadores). 
Creado como Parque Nacional Xingu, más tarde rebautizado como Parque Indígena de Xingu en 1961, Orlando Villas-Bôas fue nombrado su director gerente. En el ejercicio de esta función podría mejorar la atención a los indígenas, garantizar la protección de la fauna y flora de la región y rediseñar los centros de servicio. A pesar de que el gerente del parque, Orlando Villas-Bôas favoreció la realización de estudios de etnología, etnografía y lingüística investigadores como universidades extranjeras no solo nacionales. También se autoriza a la filmación de documentales de la vida india, dio origen a una colección audiovisual valioso. Las obras épicas de los hermanos Villas Boas es uno de los episodios más importantes y controvertidos de la antropología brasileña y la historia indígena. El diseño del Parque Indígena del Xingu, los costos de su aplicación y sus consecuencias drásticas, el constante ataque de los madereros y terratenientes y las políticas indígenas del estado brasileño son importantes para reflexionar sobre el significado de la experiencia.

## Historia
El Parque Indígena Xingu es considerado una de las reservas indias más grandes y célebres en todo el mundo. Creado en 1961, durante el gobierno de Quadros, fue el resultado de varios años de trabajo y lucha política la participación de los hermanos Villas Bôas, al lado de figuras como el Mariscal Rondon, Darcy Ribeiro, Noel Nutels, Café Filho y muchos otros.
En más de medio siglo de existencia, el Xingu ha sufrido varios cambios que coinciden con la historia de las cuestiones indígenas en las últimas décadas. Al principio, la filosofía aplicada por Vilas-Boas trató de proteger al indio del contacto con la cultura de los grandes centros urbanos. En ese momento, por ejemplo, ni siquiera se les permitía llevar zapatillas o ir en bicicleta de tal forma que en cierta manera el progreso de la comunidad indígena quedaba congelado.
La creación del parque fue una consecuencia de la Expedición Roncador-Xingu, y de la llamada «Marcha hacia el Oeste», movimiento diseñado bajo el gobierno de Getúlio Vargas para conquistar y dominar el corazón de Brasil. Iniciada en 1943, se penetró por vez primera en la región central de Brasil, se exploró todo el territorio al sur del Amazonas y se contactó por vez primera con varios grupos étnicos indígenas hasta entonces desconocidos.
El liderazgo de los hermanos Villas-Boâs transformó el carácter militarista de la «Marcha hacia el Oeste». Basado en la filosofía del mariscal Rondon «morir si fuera preciso, matar nunca», lo que era una misión potencialmente violenta se convirtió en una expedición de contacto y respeto a la diversidad de los pueblos indígenas de la región centro-occidental de Brasil. Un trabajo reconocido mundialmente como uno de los más importantes en el mantenimiento de la diversidad étnica.